# PSM Makassar
Persatuan Sepak Bola Makassar w skrócie PSM Makassar – indonezyjski klub piłkarski, grający w pierwszej lidze indonezyjskiej, mający siedzibę w mieście Makasar.

## Historia
Klub został założony 2 listopada 1915 roku jako Makassar Voetbal Bond (MVB). Podczas japońskiej okupacji Holenderskich Indii Wschodnich holenderska nazwa została zmieniona na obecnie obowiązującą, czyli PSM Makassar. W sezonie 1951 PSM Makassar osiągnął swój pierwszy sukces, gdy zajął 2. miejsce w rozgrywkach Perserikatan. Z kolei w sezonie 1956/1957 został po raz pierwszy w swojej historii mistrzem ligi Perserikatan. Po mistrzostwo sięgał również w sezonach 1957/1959, 1964/1965, 1965/1966 i 1991/1992, a po wicemistrzostwo w sezonach 1951, 1959/1961, 1964, 1993/1994. Kolejne sukcesy klub zaczął osiągać po utworzeniu Liga Indonesia. W sezonie 1999/2000 został jej mistrzem, a w sezonach 1995/1996, 2001, 2003 i 2004 wywalczył cztery wicemistrzostwa.

## Stadion
Domowe mecze klub rozgrywa na stadionie Mattoangin, który może pomieścić 30 tys. widzów.

## Kibice
Kibice klubu PSM Makassar są podzielni na grupy, które noszą nazwy The Macz Man, The Red Gank i Laskar Ayam Jantan. Są w przyjacielskich relacjach z grupą kibicowską klubu Persebaya Surabaya o nazwie Bonek.

## Sukcesy

### Domowe

#### Ligowe
- Liga Indonesia Premier Division
  - mistrzostwo (1): 1999/2000

- - wicemistrzostwo (4): 1995/1996, 2001, 2003, 2004

- Perserikatan
  - mistrzostwo (5): 1956/1957, 1957/1959, 1964/1965, 1965/1966, 1991/1992

- - wicemistrzostwo (4): 1951, 1959/1961, 1964, 1993/1994

### Międzynarodowe
- Puchar Zdobywców Pucharów
  - ćwierćfinał: 1997/1998

- Liga Mistrzów
  - ćwierćfinał: 2000/2001